# Државни службеници (Босна и Херцеговина)
Државни службеници су лица која су запослени у институцијама управе на кантоналном, ентитетском и државном нивоу Босне и Херцеговине.

## Државни службеници у институцијама Босне и Херцеговине
Државни службеници су лица која су запослена у министарствима, самосталним управним организацијама и управним организацијама у саставу министарстава, као и другим институцијама Босне и Херцеговине основаним посебним законом или којима је посебним законом повјерено обављање послова управе. Док државни службеници нису народни посланици, чланови Председништва, судије Уставног суда, чланови Вијећа министара и њихови заменици, судије, јавни тужиоци и њихови заменици, гувернери и вицегувернери Централне банке, као и друга лица која на функцију бира Народна скупштина или поставља Влада и лица која према посебним прописима имају положај функционера или службеника (гранични полицајци, дипломатско-конзуларни службеници).
Државни службеници се могу поделити у две групе по Закону о државној служби институција БиХ, али тачну категоризацију државних службеника врши се на основу одлуке Вијећа министара. Те две групе су:
- руководећи државни службеници (државни службеници на функцији):
  - секретар и секретар са посебним задатком
  - помоћник министра, помоћник директора и главни инспектор
- Остали државни службеници (државни службеници извршиоци):
  - шеф унутрашње организационе јединице
  - стручни савјетник
  - виши стручни сарадник
  - стручни сарадник

## Државни службеници у Републици Српској
По Закону о државним службеницима, послове управе обаљају државни службеници и намештеници (који немају статус државног службеника).
Државни службеник је лице са високим образовањем које је обавља послове основне делатности органа ентитетске управе (нормативно-правни послови, извршавање закона и осталих прописа, одлучивање у управном поступку, инспекцијски надзор и остали стручни послови). Влада Републике Српске уредбом прописује категорије државних службеника и њихова звања, као и који државни службеници могу бити примљени са вишим и средњим образовањем. Државни службеник може бити изабран у више звање (уколико постоји упражњено место вишег звања, а државни службеник буде изабран на конкурсу за то место), а може бити и враћен у ниже звање у трајању од годину дана у случају повреде радних дужности.
Руководеће државне службенике, попут помоћника и секретара министарстава, руководилаца ентитетских управа и управне организација и њихових заменика и помоћника, ентитетског инспектора поставља Влада Републике Српске на основу јавног конкурса.
Државни службеници у органима управе су:
- помоћник министра, секретар министарства, руководилац ентитетски управе и управне организације
- заменик и помоћник руководиоца републичке управе, републичке управне организације, главни ентитетски инспектор и секретар у Агенцији,
- инспектор
- интерни ревизор
- стручни саветник
- руководилац унутрашње организационе јединице
- виши стручни сарадни
- стручни сарадник

Намештеник је лице које обавља административне, рачуноводствене-финасијске послове чије обављање је потребно ради обављање послова из далекруга органа ентитетске управе.
Лице да би се запослило као државни службеник мора да има положен стручни испит, док намештеници не морају полагати стручни испит.

## Државни службеници у Брчко Дистрикту
Државни службеници у Брчко дистрикту се деле на (државни и јавни) службенике и намештенике:
- Државни службеник је лице са високим образовањем које је обавља послове основне делатности из надлежности јавне управе и других институција Брчко дистрикта (нормативно-правни послови, извршавање закона и осталих прописа, одлучивање у управном поступку, инспекцијски надзор и остали стручни послови)
- Јавни службеник је лице која обавља стручне послове јавне управе који нису управног карактера
- Намештеник су лица која обављају помоћно-техничке и друге послове чије обављање је потребно ради обављање послова из далекруга органа јавне управе

Радна места у органима јавне управе деле се на:
- радна места везана за мандат градоначелника:
  - секретар Владе, шеф Кабинета градоначелника
  - секретар Кабинета градоначелника
  - портпарол Владе
  - возач градоначелника
- мандатна радна места руководећих државних службеника
  - координатор у Канцеларији координатора Брчко дистрикта БиХ при Вијећу министара Босне и Херцеговине
  - директор Дирекције за финансије
  - шеф Инспектората
  - директор Порезне управе
  - директор Трезора
- радна места чланова Одбора за запошљавање
- руководећа радна места су радна места руководећих државних службеника и радна места руководећих јавних службеника:
  - директор Канцеларије за управљање јавном имовином
  - шеф и заменик шефа Стручне службе Скупштине
  - шеф подод‌ељења
  - помоћник шефа Полиције
  - директор Педагошке институције
  - шеф сектора
  - шеф Канцеларије
  - главни инспектор - помоћник шефа Инспектората
  - шеф подод‌ељења
- посебна радна места су радна мјеста државних службеника с посебним овлаштењима и високим степеном одговорности у одлучивању
- службеничка радна места су радна места државних службеника и радна места јавних службеника.
  - Радна места државних службеника разврставају се у следеће категорије:
    - шеф ниже унутрашње организационе јединице
    - инспектор
    - помоћник координатора у Канцеларији координатора Брчко дистрикта БиХ при Вијећу министара БиХ
    - стручни саветник
    - виши стручни сарадник
    - стручни сарадник
    - стручни референт

  - Радна места јавних службеника разврставају се у 8 категорија (јавни службеник I-VII категорије)
- намештеничка радна места су радна места намештеника која су разврстана у три категорије (намештеник I-III категорије)

Државни службеници нису лица запошљена на радним местима везана за градоначелника, мандатна радна места руководећих државних службеника и радна места чланова Одбора за запошљавање.
Државни службеници морају имати положен стручни испит за рад у органима управе, али могу почети са радом и без положеног испита, али га морају положити у року од 6 месеци.

## Државни службеници у Федерацији Босне и Херцеговине

### Државни службеници у институцијама Федерацији Босне и Херцеговине
Државни службеник у институцијама Федерацији Босне и Херцеговине је лице које је постављено решењем на радно место у орган државне службе. Приликом запошљавању се примењује пропорционална заступљеност конститутивних народа (Срба, Хрвата, Бошњака и Осталих) и професионалне способности, а на основу спроведеног конкурса.
Државни службеници нису чланови парламента ФБиХ, председник и потпредседници ФБиХ, чланови владе ФБиХ, судије Уставног суда и Врховног суда ФБиХ, као ни чланови влада и скупштина кантона ФБиХ, кантоналне судије и тужиоци, чланови општинских и градских већа и општина, градоначелници градова и начелници општина, чланови скупштина градова и општина, судије општинских судова, саветници носилаца функција, ревозори у Канцеларији за ревизију ФБиХ, припаднке полиције. Приликом јавног конкурса се спроводи испит општег знања и стручни испит, док особе које су положили стручни управни испит и/или правосудни испит, ослобођени су испита општег знања.
Напредовање у више радно место се обавља преко јавног конкурса, док се унапређење у вишу категорију врши на основу одлуке руководиоца органа државне службе.
Државни службеници су лица запослени као:
- Руководећи државни службеници
  - руководилац самосталне управе и самосталне установе
  - секретар органа државне службе
  - руководилац управе и установе које се налазе у саставу министарства
  - помоћник руководиоца органа државне службе
  - главни инспектори
- Остали државни службеници
  - шеф унутрашње организационе јединице
  - инспектори
  - стручни саветник
  - виши стручни сарадник
  - стручни сарадник

Послови намештеника нису обухваћени Законом о државној служби у Федерацији Босне и Херцеговине, већ по Закону о намештеницима у органима државне службе у Федерацији Босне и Херцеговине (иако се примењује на намештенике који раде и у органима државне управе Федерације БиХ и у кантонима, градововима и општинама Федерације БиХ.
Намештеници обављају послове из надлежности органа државне службе које су функционално повезани са основним пословима делатности из надлежности тих органа. попут одређених стручно-оперативних, информационо-документационих, рачуноводствено-материјалних, административно-техничких послова. Кантони могу својим прописима доделити намештеницима неке послове који нису наведени у федералном пропису.
У запошљавању намештеника се прати однос конститутивних народа (Срба, Хрвата, Бошњака и Осталих), а запошљавање намештеника се обавља путем јавног и интерног конкурса. Иако је прописано да особа буде пунолетна приликом запошљавања, за одређене на рад на помоћно-техничким и помоћним пословима у радни однос се може запослити и особа са 15 година. Намештеници морају имати положен стручни испит.

### Државни службеници у институцијама кантона Федерацији Босне и Херцеговине
Сви кантони Федераце Босне и Херцеговине прате скоро па идентична правила. Тако да су државни службеници лица постављена решењем на радно место државног службеника у органу државне службе које обавља основне делатности из надлежности тог органа, док су намештеници лица која су постављена решењем на радно место намештеника у орган државне службе и обавља допунске послове из основне делатности у пољу надлежности органа државне службе (намештенику за одређене послове је потребан положен стручни испит, док за остале није потребан).
Државни службеници могу добити посао и унапређење путем јавног конкурса, сем у изузетним случајевима. У запошљавању државних службеника и намештеника се прати однос конститутивних народа (Срба, Хрвата, Бошњака и Осталих). Приликом јавног конкурса се спроводи испит општег знања и стручни испит, док особе које су положили стручни управни испит и/или правосудни испит, ослобођени су испита општег знања.
Државни службеници се постављају на једно од следећих радних места:
- Руководећи државни службеници:
  - секретар с посебним задатком
  - руководилац самосталне управе и самосталне управне организације
  - руководилац управе и управне организације која се налази у саставу органа државне службе
  - секретар органа државне службе
  - помоћник руководиоца органа државне службе
  - главни кантонални инспектор
- Остали државни службеници:
  - шеф основне организационе јединице која у свом саставу нема унутрашње организационе јединице
  - шеф унутрашње организационе јединице
  - инспектор
  - стручни саветник
  - виши стручни сарадник
  - стручни сарадник

Државни службеници нису чланови скупштине Кантона, чланови Владе кантона, судије Кантоналног и општинских судова, стручни сарадници у општинским судовима, кантонални тужиоци и правобраниоци и њихови заменици, чланови општинских/градских већа, начелници општина и градоначелници, правобраниоци општина и градова и њихови заменици, полицијски службеници Кантона и саветници носиоца функција.

## Видети још
- Државни службеници, чланак о државним службеницима у Србији